# 340 a.C.
Il 340 a.C. (CCCXL a.C. in numeri romani) è un anno  del IV secolo a.C.

## Eventi
- Battaglia del Crimiso: Timoleonte sconfigge i cartaginesi al fiume Crimiso, in Sicilia occidentale
- Rodi cede alle forze dell'Impero persiano
- A Roma, consolato di Tito Manlio Torquato e Publio Decio Mure
- Dittatore Lucio Papirio Crasso
  - Nella Battaglia del Vesuvio: Publio Decio Mure, generale romano si lancia, sacrificandosi, da solo contro il nemico; i Romani, trascinati dal suo esempio, sconfiggono i Latini.
  - Vittoria romana nella battaglia di Trifano

## Nati
- Duride di Samo, storico greco antico († 270 a.C.)

## Morti
- Androzione, politico e storico ateniese (n. 410 a.C.)
- Mentore di Rodi, mercenario greco antico (n. 385 a.C.)
- Publio Decio Mure, politico romano
- Teodette, retore e drammaturgo greco antico (n. 380 a.C.)